# لال گوپالگانج نیندورا
لال گوپالگانج نیندورا (به انگلیسی: Lal Gopalganj Nindaura) یک منطقهٔ مسکونی در هند است که در بخش الله‌آباد واقع شده‌است. لال گوپالگانج نیندورا ۵ کیلومتر مربع مساحت و ۲۸٬۲۸۸ نفر جمعیت دارد.